# Gnophos pagranitus
Gnophos pagranitus là một loài bướm đêm trong họ Geometridae.